# Juhel II van Mayenne
Juhel II van Mayenne (voor 1168 - 1220) was een Franse edelman uit Maine. Hij was heer van Mayenne en heer van Dinan.

## Levensloop

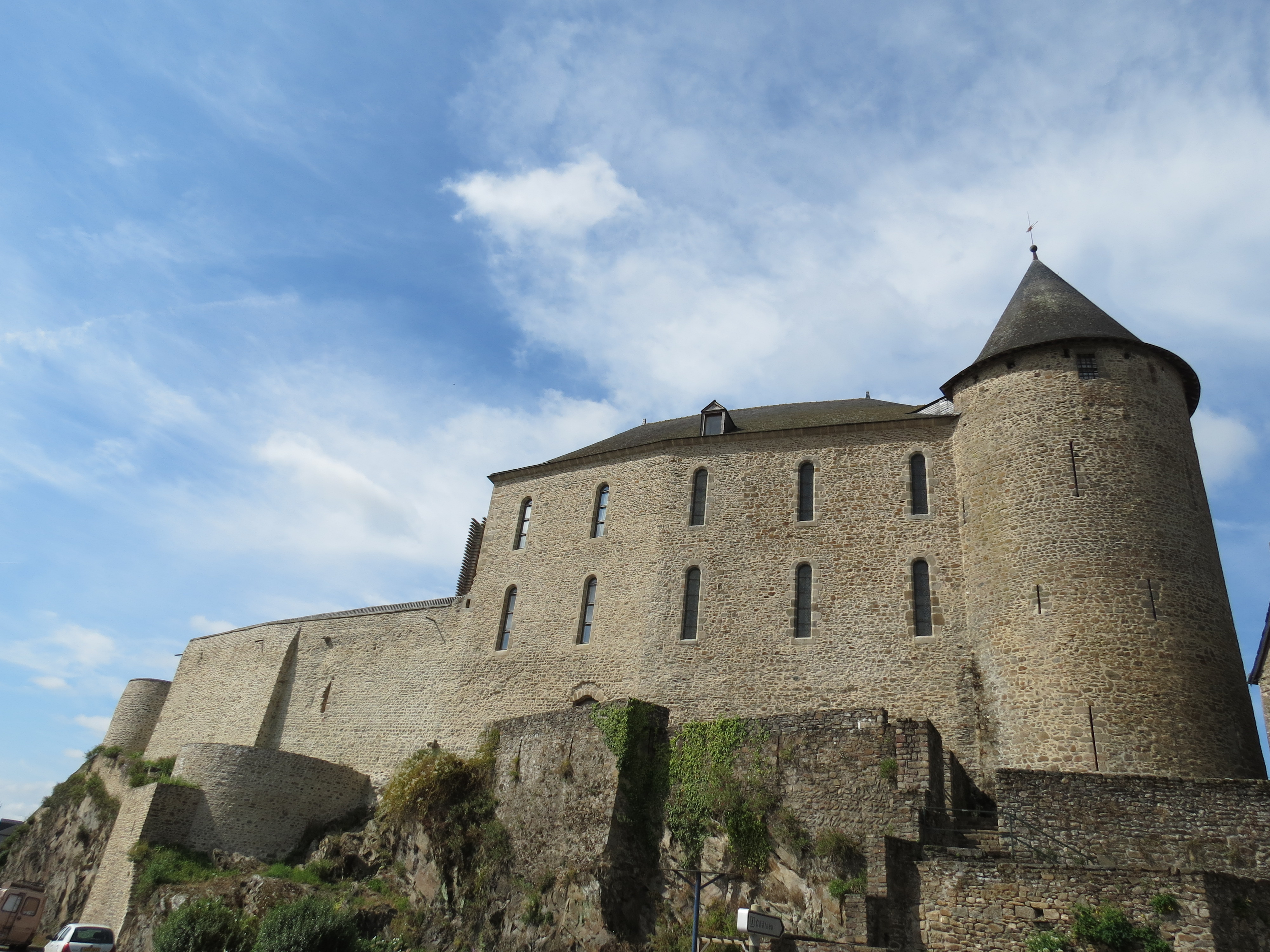
Het kasteel van Mayenne

Hij was de zoon van Geoffroi II van Mayenne en Isabelle. Bij de dood van van zijn vader omstreeks 1168 was Juhel nog minderjarig en trad zijn moeder Isabelle korte tijd op als zijn voogd. In het geschil met het huis Plantagenet was Juhel II trouw aan de Franse koning Filips Augustus. Voor deze trouw werd hij beloond met verschillende burchten in Bretagne. Door zijn huwelijk met Gervaise van Dinan in de jaren 1190 werd Juhel II ook heer van Dinan.
Juhel II overleed in 1220 en werd begraven in de Abdij van Fontaine-Daniel.

## Familie
Juhel II van Mayenne huwde met Gervaise de Dinan. Het koppel kreeg drie dochters maar geen mannelijke nakomeling. Hierdoor was Juhel II de laatste heer van Mayenne uit het huis Mayenne.
Juhel II werd opgevolgd door zijn oudste dochter Isabelle. Zij huwde met Dreux de Mello, heer van Loches. Zij bestuurden samen Mayenne. Na de dood van Dreux in 1249 huwde Isabelle met Louis van Sancerre. Isabelle had geen mannelijke nakomelingen.
Dochter Marguerite huwde met Hendrik II van Avaugour. In 1257 werd hun zoon Alan II van Avaugour heer van Mayenne.

## Naamgeving
Traditioneel wordt kreeg Juhel als volgnummer III. Juhel I zou geregeerd hebben in de 10e eeuw, maar volgens recentere historische inzichten zou dit gaan om een legendarische figuur. Juhel die heer was van Mayenne tussen 1120 en 1161 wordt sindsdien aangeduid als Juhel I.